# Onesia austriaca
Onesia austriaca este o specie de muște din genul Onesia, familia Calliphoridae, descrisă de Villeneuve în anul 1920. Conform Catalogue of Life specia Onesia austriaca nu are subspecii cunoscute.